# もっと強く抱きしめたなら
「もっと強く抱きしめたなら」（もっとつよくだきしめたなら）は、 1992年7月1日に発売されたWANDSの楽曲で3枚目のシングル。

## 概要
浅野温子出演の三井生命CMソング。こちらで流れているバージョンはシングルと違いコーラスがない。
大島康祐が参加した最後のシングルである。発売から約2ヶ月後の9月18日にテレビ朝日系『ミュージックステーション』に初登場した。10月末、翌1993年1月と、『ミュージックステーション』で披露している。
シングルバージョンとアルバム『時の扉』収録バージョンとで、Aメロと間奏のギターソロが異なるほか、2つのミックス違いのバージョンが存在する。以前NHKで放送されていたフィラー番組『MUSIC BOX 1990年代編』では『時の扉』収録バージョンがBGMとして使用されていた。

## 記録
WANDS単独としては最大のヒット曲である。初登場こそ47位であったが、後から発売された中山美穂とのコラボ曲「世界中の誰よりきっと」のヒットなどから注目を集め、翌年のチャートで29週目にしてオリコン1位を獲得した。その後も順調に売上を伸ばし、自身初のミリオン・ヒットを記録、最終的な売上枚数は166.3万枚を記録。

## ミュージック・ビデオ
MVは第1期バージョンと第2期バージョンの2つがある。
第1期MVの撮影場所は関東圏内で、一瞬イントロ部分で東京都庁・東京タワーが映っている。
サビの部分でメンバーがいる場所は幕張海浜公園の大芝生広場である。
映像集の『BEST OF WANDS VIDEO HISTORY』には第1期のMVが収録されている。

## 収録曲
| #         | タイトル                                           | 作詞           | 作曲       | 編曲       | 時間  |
| --------- | -------------------------------------------------- | -------------- | ---------- | ---------- | ----- |
| 1.        | 「もっと強く抱きしめたなら」                       | 魚住勉・上杉昇 | 多々納好夫 | 葉山たけし | 4:57  |
| 2.        | 「Listen to the Heartbeat」                        | 上杉昇         | 大島康祐   | 大島康祐   | 4:24  |
| 3.        | 「もっと強く抱きしめたなら」(オリジナル・カラオケ) |                |            |            | 4:59  |
| 合計時間: | 合計時間:                                          | 合計時間:      | 合計時間:  | 合計時間:  | 14:20 |

## 楽曲解説
1. もっと強く抱きしめたなら
  - 上杉昇と作詞を共同制作した魚住勉はタイアップのCMに出演した浅野温子の夫。魚住が元になる歌詞を書き、それを上杉が自分の言葉に置き換えるという手法で歌詞は書かれた。これまで上杉は日常生活でのフラストレーションを吐き出すように歌詞を書いていたというが、提供された楽曲が爽やかな雰囲気だったことと、作詞方法が今までとは違うやり方だったため、少し苦労をしたという。
  - 最初にこの曲を聴き、安らぎをテーマにすることがメンバーの間で一致し、制作された。タイトルは魚住の歌詞の中にあった『もっと強く抱きしめたなら』というフレーズをメンバーが気に入り、そこから決定した。
  - 2016年、上杉がインタビューでWANDS時代を振り返り、「鼻ピアスにチェーンをしていたような自分に『もっと強く抱きしめたなら』のような爽やかな曲をプロデューサーが歌わせるとは思ってなかった」と苦笑いで語っている[4]。
  - 2020年に発売されたWANDSとして16枚目のシングルである「真っ赤なLip」のタイアップ盤のカップリングに、第5期メンバーでリメイクした「もっと強く抱きしめたなら ～WANDS 第5期 ver.～」が収録された[5]。
  - タイトルと実際の歌詞では言い回しが異なり、「もっと強く君を抱きしめたなら」と歌われている。
2. Listen to the Heartbeat

## 収録アルバム
- 時の扉 (#1、別バージョン)
- SINGLES COLLECTION+6 (#1)
- WANDS BEST 〜HISTORICAL BEST ALBUM〜 (#1、リミックス・バージョン)
- BEST OF WANDS HISTORY (#1)
- complete of WANDS at the BEING studio (#1)
- BEST OF BEST 1000 WANDS (#1)
- WANDS BEST HITS (#1)
- Eternal-the best love songs of male- (#1)
- COUNTDOWN BEING (#1)
- FUN Greatest Hits of 90's (#1)
- MILLION 〜BEST OF 90's J-POP〜 RED (#1)
- キミが好きだと叫びたい 〜Love & Yell〜(#1)

## カバー
| 曲名                     | アーティスト | 収録作品               | 発売日        | 備考 |
| ------------------------ | ------------ | ---------------------- | ------------- | --- |
| もっと強く抱きしめたなら | DAIGO        | 『Deing』              | 2018年12月8日 | MVも制作され、MVのロケ地は第1期バージョンと同じ幕張海浜公園であり、カット割りなども再現している。 2018年11月30日放送の『ミュージックステーション』で披露された。 |
| もっと強く抱きしめたなら | HAN-KUN      | 『Musical Ambassador』 | 2019年5月29日 | |